# Alexander Sørloth
Alexander Sørloth, né le 5 décembre 1995 à Trondheim en Norvège, est un footballeur international norvégien qui évolue au poste d'avant-centre portant le numéro 9 à l’Atlético de Madrid.
Il est le fils du footballeur Gøran Sørloth.

## Biographie

### En club
Il joue quatre matchs en Ligue Europa avec le club de Rosenborg et y inscrit un but contre l'équipe nord-irlandaise de Crusaders en juillet 2013.
En 2015, il inscrit 13 buts durant le championnat de Norvège, avec le club de Bodø/Glimt, dont un quadruplé contre l'IK Start en août 2015 (5-1).
Il rejoint le FC Groningen lors du mercato d'hiver 2016.
En 2017, il inscrit dix buts avec le FC Midtjylland durant le championnat du Danemark, dont un triplé le 17 septembre 2017, lors de la réception de l'Hobro IK (5-1).
En janvier 2018, il est recruté par Crystal Palace, contre une indemnité estimée entre 10 millions d'euros et 17 avec bonus, record de vente pour le FC Midtjylland à ce moment-là.
Le 8 janvier 2019, il rejoint La Gantoise en prêt, puis le club turc de Trabzonspor, toujours en prêt. Durant la saison 2019-2020, il marque 24 buts en première division turque, dont un triplé lors de la réception du Kasımpaşa SK (6-0).
Le 22 septembre 2020, il s'engage au RB Leipzig,. Il joue le premier match sous ses nouvelles couleurs lors de la rencontre de Bundesliga, le 26 septembre face au Bayer Leverkusen (1-1). Il marque cinq buts en Bundesliga cette saison-là, dont un doublé sur la pelouse du Werder Brême lors de la 28e journée.
Pendant la phase de groupes de la Ligue des champions de l'UEFA 2020-2021, il inscrit à la 92e minute, le 4e but de la victoire 4-3 sur la pelouse de l'İstanbul Başakşehir.
Le 25 août 2021, il est prêté à la Real Sociedad pour une durée d’un an, prêt qui est prolongé d'une saison le 29 août 2022.
En juillet 2023, il est transféré contre une indemnité de 10 millions d'euros, au Villarreal CF où il signe un contrat portant sur cinq saisons.
Il inscrit son premier but pour Villarreal le 27 août 2023, lors d'une rencontre de championnat face au FC Barcelone (défaite 4-3). Durant la saison 2023-2024, il inscrit 26 buts et délivre 6 passes décisives en 41 matches.
En août 2024, il est transféré contre une indemnité supposée supérieure à 32 millions d'euros, à l'Atlético de Madrid où il s'engage jusqu'en 2028.
Le 10 mai 2025, Sørloth inscrit un quadruplé en première mi-temps contre son ancien club, la Real Sociedad. Il s'est distingué par un triplé en seulement quatre minutes, marquant aux 7e, 10e et 12e minutes. Ce faisant, il est devenu le premier joueur de l'histoire de la Liga à inscrire un triplé avant la 12e minute d'un match. Sørloth a complété son quadruplé à la 30e minute, réalisant ainsi ses quatre buts en l'espace de 23 minutes. La saison précédente, jouant pour Villarreal, il avait déjà inscrit un quadruplé en 17 minutes contre le Real Madrid,.
Le 25 mai 2025, sørloth inscrit un triplé contre Girona futbal Club à  Montilivi,  juste à la deuxième moitié du match dont le premier but à la 68' minute, le deuxième à la 90' minute et le troisième à 90e+3 minute juste la fin du match, qui a permis à Atlético de Madrid de s'imposer de 4-0 avec un but marqué par Clément Nicolas Laurent Lenglet contre Girona,.

### En sélection
Il est régulièrement convoqué avec les équipes de jeunes, des moins de 16 ans jusqu'aux espoirs. Le 16 novembre 2013, il inscrit un doublé contre le Luxembourg, lors des éliminatoires du championnat d'Europe des moins de 19 ans 2014.
Il honore sa première sélection en équipe de Norvège le 29 mai 2016, lors d'un match amical à Porto contre le Portugal, défaite 3-0.
Le 1er juin 2016 à Oslo, il inscrit un but contre l'Islande, à l'occasion de sa deuxième sélection (victoire 3-2).
Il est ensuite convoqué pour disputer six matchs des éliminatoires du mondial 2018.
Le 15 novembre 2019, il inscrit face aux îles Féroé durant les éliminatoires de l'Euro 2020, son premier doublé en équipe nationale (victoire 4-0). Le 7 septembre 2020, il marque son second doublé en sélection, face à l'Irlande du Nord, durant la Ligue des nations (victoire 5-1).

## Palmarès

### En club
- Rosenborg
  - Vice-champion de Norvège en 2014

- K. AA Gent
  - Finaliste de la Coupe de Belgique en 2019

- Trabzonspor
  - Vainqueur de la Coupe de Turquie en 2020
  - Vice-champion de Turquie en 2020

- RB Leipzig
  - Vice-champion d'Allemagne en 2021
  - Finaliste de la Coupe d'Allemagne en 2021

### Distinction personnelle
- Meilleur buteur du championnat de Turquie en 2020 avec Trabzonspor.

## Statistiques
| Saison                | Club                  | Championnat           | Championnat | Championnat | Coupe nationale | Coupe nationale | Coupe de la Ligue | Coupe de la Ligue | Compétition(s) continentale(s) | Compétition(s) continentale(s) | Compétition(s) continentale(s) | Coupe du monde des clubs | Coupe du monde des clubs | Norvège | Norvège | Total | Total |
| Saison                | Club                  | Division              | M.          | B.          | M.              | B.              | M.                | B.                | Comp.                          | M.                             | B.                             | M.                       | B.                       | M.      | B.      | M.    | B.    |
| 2013                  | Rosenborg BK          | Tippeligaen           | -           | -           | -               | -               | -                 | -                 | C3                             | 1                              | 1                              | -                        | -                        | -       | -       | 1     | 1     |
| 2014                  | Rosenborg BK          | Tippeligaen           | 6           | 0           | -               | -               | -                 | -                 | C3                             | 3                              | 0                              | -                        | -                        | -       | -       | 9     | 0     |
| Sous-total            | Sous-total            | Sous-total            | 6           | 0           | -               | -               | -                 | -                 | -                              | 4                              | 1                              | -                        | -                        | -       | -       | 10    | 1     |
| 2015                  | FK Bodø/Glimt (prêt)  | Tippeligaen           | 26          | 13          | 3               | 1               | -                 | -                 | -                              | -                              | -                              | -                        | -                        | -       | -       | 29    | 14    |
| 2015-2016             | FC Groningen          | Eredivisie            | 13          | 2           | -               | -               | -                 | -                 | -                              | -                              | -                              | -                        | -                        | 3       | 1       | 16    | 3     |
| 2016-2017             | FC Groningen          | Eredivisie            | 25          | 3           | 1               | 1               | -                 | -                 | -                              | -                              | -                              | -                        | -                        | 4       | 0       | 30    | 4     |
| Sous-total            | Sous-total            | Sous-total            | 38          | 5           | 1               | 1               | -                 | -                 | -                              | -                              | -                              | -                        | -                        | 7       | 1       | 46    | 7     |
| 2017-2018             | FC Midtjylland        | Super League          | 19          | 10          | 1               | 1               | -                 | -                 | C3                             | 6                              | 4                              | -                        | -                        | 5       | 0       | 31    | 15    |
| 2017-2018             | Crystal Palace        | Premier League        | 4           | 0           | -               | -               | -                 | -                 | -                              | -                              | -                              | -                        | -                        | 2       | 1       | 6     | 1     |
| 2018-2019             | Crystal Palace        | Premier League        | 12          | 0           | 1               | 0               | 3                 | 1                 | -                              | -                              | -                              | -                        | -                        | 3       | 0       | 19    | 1     |
| Sous-total            | Sous-total            | Sous-total            | 16          | 0           | 1               | 0               | 3                 | 1                 | -                              | -                              | -                              | -                        | -                        | 5       | 1       | 25    | 2     |
| 2018-2019             | La Gantoise (prêt)    | Jupiler Pro League    | 19          | 4           | 3               | 1               | -                 | -                 | -                              | -                              | -                              | -                        | -                        | 1       | 0       | 23    | 5     |
| 2019-2020             | Trabzonspor (prêt)    | Süper Lig             | 34          | 24          | 7               | 7               | -                 | -                 | C3                             | 8                              | 2                              | -                        | -                        | 4       | 4       | 53    | 37    |
| 2020-2021             | RB Leipzig            | Bundesliga            | 29          | 5           | 4               | 0               | -                 | -                 | C1                             | 4                              | 1                              | -                        | -                        | 10      | 5       | 47    | 11    |
| 2022-2023             | RB Leipzig            | Bundesliga            | 1           | 0           | -               | -               | -                 | -                 | C1                             | -                              | -                              | -                        | -                        | -       | -       | 1     | 0     |
| Sous-total            | Sous-total            | Sous-total            | 30          | 5           | 4               | 0               | -                 | -                 | -                              | 4                              | 1                              | -                        | -                        | 10      | 5       | 48    | 11    |
| 2021-2022             | Real Sociedad (prêt)  | Liga                  | 33          | 4           | 4               | 2               | -                 | -                 | C3                             | 7                              | 2                              | -                        | -                        | 9       | 3       | 53    | 11    |
| 2022-2023             | Real Sociedad (prêt)  | Liga                  | 34          | 12          | 5               | 2               | -                 | -                 | C3                             | 7                              | 2                              | -                        | -                        | 7       | 2       | 53    | 18    |
| Sous-total            | Sous-total            | Sous-total            | 66          | 15          | 9               | 4               | -                 | -                 | -                              | 14                             | 4                              | -                        | -                        | 18      | 5       | 107   | 28    |
| 2023-2024             | Villarreal CF         | Liga                  | 34          | 23          | 1               | 0               | -                 | -                 | C3                             | 6                              | 3                              | -                        | -                        | 4       | 2       | 45    | 28    |
| 2024-2025             | Atletico Madrid       | Liga                  | 35          | 20          | 7               | 4               | -                 | -                 | C1                             | 8                              | 0                              | 3                        | 0                        | 10      | 6       | 63    | 30    |
| 2025-2026             | Atletico Madrid       | Liga                  | 1           | 0           | 0               | 0               | -                 | -                 | C1                             | 0                              | 0                              | -                        | -                        | 0       | 0       | 1     | 0     |
| Sous-total            | Sous-total            | Sous-total            | 36          | 20          | 7               | 4               | -                 | -                 | -                              | 8                              | 0                              | 3                        | 0                        | 10      | 6       | 64    | 30    |
| Total sur la carrière | Total sur la carrière | Total sur la carrière | 314         | 116         | 36              | 20              | 3                 | 1                 | -                              | 50                             | 15                             | 3                        | 0                        | 63      | 24      | 469   | 176   |